# Transformatorstation
En transformatorstation, ofte kaldet transformerstation, er et anlæg (node) i elnettet, som muliggør at elektricitetens vej fra indgående ledninger kan dirigeres til udgående ledninger på en sikker måde. Det er ofte en bygning opført af sten eller metal, der giver læ og afdækning til en transformator, der transformerer den elektriske spænding ned fra f.eks. 10...36kV - til 230V og 400V som er elforsyningsnettets forsyningsspænding, så den kan anvendes af forbrugere og det private erhvervsliv.
Et andet eksempel på en transformatorstation er et transformatortårn, som hovedsageligt er designet til at sende elforsyningsnettet ud via luftledninger.

## Fordeling af elektricitet i luftledninger
Når elektricitet skal transporteres over større afstande, er det nødvendigt at sætte den elektriske spænding op. Men når strømmen via ledningsnettet skal ud til slutbrugerne, skal spændingen igen sættes ned. Inden det blev almindeligt at lægge el-kablerne i jorden, skete denne transformering typisk i et transformatortårn, hvor transformatoren var monteret i ledningshøjde, øverst i tårnet.

## Funktioner
- Ved behov omtransformeres spændingen.
- Overvåge at spændinger og strømme holdes indenfor specificerede niveauer. Både ved overbelastninger og for eksempel lynnedslag. Det kan delvist sammenlignes med en sikringsfunktion.
- Modvirke reaktive belastninger ved lange overførsler med seriekondensatorer og reaktorer.
- Bryde eller slutte en ind- eller udgående ledning indenfor brøkdele af et sekund. Det kan delvist sammenlignes med en omskiftersfunktion, men for meget større spændinger og strømme.
- Afbryde en ledning eller udstyr for at man med dobbelt sikkerhed kan vedligeholde. Dette svarer til at "trække stikket ud af stikkontakten".
- Jorde og kortslutte en afbrudt ledning eller udstyr for yderligere at øge sikkerheden ved vedligeholdelse.
- Jorde linjer ved lynnedslag med overspændingsbeskyttelse.

## Billeder
- Transformatortårn ved Jelling; tårnet er i brug.
- En 115 kV til 41,6/12,47 kV 5 MVA 60 Hz elektrisk understation med omskiftere, regulatorer, eng. reclosers og kontrolbygning ved Warren, Minnesota.
- Dette enkeltlinje-diagram illustrerer et design, som ofte anvendes i transformerstationer.